# 대한민국 상법 제406조
대한민국 상법 제406조는 대표소송과 재심의 소에 대한 상법 회사법의 조문이다.

## 조문
제406조 (대표소송과 재심의 소) ① 제403조의 소가 제기된 경우에 원고와 피고의 공모로 인하여 소송의 목적인 회사의 권리를 사해할 목적으로써 판결을 하게 한 때에는 회사 또는 주주는 확정한 종국판결에 대하여 재심의 소를 제기할 수 있다.

②전조의 규정은 전항의 소에 준용한다.